# Lawrence E. King Jr.
Lawrence E. „Larry“ King Jr. (* 1944 in Omaha, Nebraska) ist ein ehemaliger US-amerikanischer Bankier und Politiker der Republikanischen Partei. Er war Geschäftsführer und Schatzmeister der Franklin Community Federal Credit Union (FCFCU) und stellvertretender Vorsitzender für Finanzen des National Black Republican Council. Nach dem Zusammenbruch der FCFCU im Jahr 1988 wurde er 1991 verhaftet und zu einer 15-jährigen Haftstrafe verurteilt. King wurde auch beschuldigt, in Sexhandel und sexuellen Missbrauch von Kindern verwickelt zu sein, doch alle Anklagen wurden fallen gelassen.

## Karriere
King erwarb 1972 einen Abschluss in Betriebswirtschaft an der University of Nebraska Omaha und wurde 1970 Manager und Schatzmeister der neu gegründeten Franklin Community Federal Credit Union (FCFCU). Einer Kreditgenossenschaft für Omahas afroamerikanische Gemeinde, die zur Unterstützung einkommensschwacher Haushalte gegründet wurde. In den 1970er und 1980er Jahren engagierte sich King aktiv im gesellschaftlichen Leben Omahas und war in verschiedenen lokalen Wohltätigkeitsorganisationen (wie den Boys and Girls Clubs, YMCA, Campfire Girls, Head Start, der Heilsarmee, dem Omaha Ballet und zahlreicher weiterer kirchlicher und privater Organisationen, die häufig einen Bezug zu Kindern und Jugendlichen hatten) tätig. King war auch für seine Liebe zur Musik bekannt und trat oft als Sänger auf.

## Aufstieg in der Republikanischen Partei
Anfang der 1980er Jahre war Larry King Jr. zu einem aufsteigenden Stern in der Republikanischen Partei geworden, sowohl in Nebraska als auch auf nationaler Ebene. Als einer der wenigen afroamerikanischen Republikaner trug King dazu bei, den Nebraska Black Republican Council wiederzubeleben und wurde 1982 dessen Landesvorsitzender. Sein Erfolg zog die Aufmerksamkeit der nationalen Politik auf sich: Er wurde zum stellvertretenden Vorsitzenden für Finanzen des National Black Republican Council (einer Mitgliedsorganisation des Republican National Committee) ernannt und war Mitglied des Beratungsausschusses für die zweite Amtseinführung von Präsident Ronald Reagan im Januar 1985. King trat bei hochkarätigen GOP-Veranstaltungen auf – so sang er die amerikanische Nationalhymne bei der Republican National Convention 1984 in Dallas. Mitte der 1980er Jahre reichten seine politischen Verbindungen „bis ins Weiße Haus“.

## Zusammenbruch der Franklin Credit Union
Kings Erfolg fand 1988 ein jähes Ende, als die Bundesaufsichtsbehörden weit verbreitete finanzielle Missstände bei der Franklin Community Federal Credit Union aufdeckten. Am 4. November 1988 führte die National Credit Union Administration (NCUA) eine Razzia durch und schloss die Franklin Credit Union, nachdem sie Beweise dafür gefunden hatte, dass Dutzende von Millionen Dollar fehlten. Die Ermittler fanden heraus, dass King ein massives Veruntreuungsprogramm betrieben hatte: Er führte eine falsche Buchhaltung und verkaufte betrügerische Einlagenzertifikate, um das Vermögen der Credit Union aufzublähen. Laut den von der NCUA eingereichten Klagen fehlten etwa 34–40 Millionen Dollar an Geldern.
In den damaligen Berichten wurde Kings verschwenderischer Lebensstil beschrieben, der in krassem Gegensatz zu den Aufgaben der Kreditgenossenschaft stand, ärmere Haushalte zu unterstützen. Mit einem bescheidenen offiziellen Gehalt führte King einen luxuriösen Lebensstil. Er benutzte gecharterte Privatjets und Limousinen und besaß drei Villen in Omaha. Er unterhielt ein Haus im Botschaftsviertel von Washington, D.C., das 5000 Dollar pro Monat kostete. Er fuhr einen neuen Mercedes-Benz und gab viel Geld für Luxuskleidung, Schmuck und Unterhaltung aus, Ausgaben, die er durch seinen Betrug finanzierte.

### Prozess und Verurteilung
Bundesgerichtshöfe und FBI-Ermittler begannen bald, den Zusammenbruch von Franklin zu untersuchen. Im Jahr 1989 wurden King und mehrere Partner wegen Finanzverbrechen im Zusammenhang mit dem Zusammenbruch der Kreditgenossenschaft angeklagt. Angesichts der erdrückenden Beweislage bekannte sich King 1991 schließlich schuldig, rund 39 Millionen Dollar von Franklin-Konten veruntreut zu haben. Er wurde wegen Betrugs zu 15 Jahren Gefängnis verurteilt.

## Vorwürfe wegen sexuellen Missbrauchs
Noch während die Ermittlungen wegen Finanzbetrug liefen, begann Ende 1988 ein noch weitaus brisanterer Skandal um Larry King Jr. Kurz nach dem Zusammenbruch der Kreditgenossenschaft kamen Gerüchte auf, dass ein Teil des fehlenden Franklin-Geldes zur Finanzierung der organisierten sexuellen Ausbeutung von Kindern verwendet worden war. Im November–Dezember 1988 übergab die Prüfungskommission für Pflegefamilien in Nebraska den Gesetzgebern des Bundesstaates ein Dossier mit Berichten, in denen behauptet wurde, dass Kinder auf Partys missbraucht worden waren, an denen angeblich hochrangige Persönlichkeiten teilnahmen. Diese Anschuldigungen, die von mutmaßlichen Opfern erhoben wurden, beschuldigten King, Kinder zu beschaffen und zu missbrauchen und wilde nächtliche „Sexpartys“ zu veranstalten, bei denen Minderjährige in verschiedene US-Städte geflogen, als Sexsklaven „versteigert“, unter Drogen gesetzt und zu illegalen Sexualhandlungen gezwungen wurden. Anfang 1989 wurden Dutzende prominente Nebrasker – Geschäftsleute, Medienleute, Polizisten, Geistliche und sogar nationale Politiker – als mögliche Mitverschwörer genannt, wobei King als zentraler Rädelsführer dargestellt wurde.
King wies die Anschuldigungen kategorisch zurück und bezeichnete sie als „Unsinn“. Dennoch gewannen die sensationellen Berichte an Fahrt. Als Reaktion darauf setzte die Nebraska Legislature im Januar 1989 einen Untersuchungsausschuss (den „Franklin-Ausschuss“) ein, der sowohl den finanziellen Betrug der Kreditgenossenschaft als auch die Anschuldigungen des Kindesmissbrauchs untersuchen sollte. Senator Loran Schmit führte den Vorsitz des Ausschusses (mit Senator Ernie Chambers als stellvertretendem Vorsitzenden) und beauftragte einen Privatdetektiv, Gary Caradori, mit der Untersuchung der Vorwürfe. Die Strafverfolgungsbehörden auf mehreren Ebenen – die örtliche Polizei von Omaha, die Nebraska State Patrol, das FBI und Bundesstaatsanwälte – leiteten ebenfalls Ermittlungen.
Im Laufe des Jahres 1989 befragten Caradori und der Franklin-Ausschuss mutmaßliche Opfer und Zeugen. Mindestens ein halbes Dutzend junger Erwachsener (die meisten von ihnen standen mit dem Boys Town-Heim, einer von Edward Flanagan gegründeten Hilfseinrichtung für Jugendliche, in Verbindung) erzählten von Missbrauch durch King und andere. Sie behaupteten, dass sie als Minderjährige Anfang bis Mitte der 1980er Jahre an Partys in Omaha und anderswo teilgenommen hatten, wo Kinder von älteren Männern, prominenten Beamten und Geschäftsleuten missbraucht wurden. Einige Anschuldigungen gingen über den Missbrauch hinaus und umfassten Behauptungen über rituellen satanischen Missbrauch, Drogenhandel und sogar mit der CIA in Verbindung stehende Waffengeschäfte im Zusammenhang mit dem angeblichen Sexring. Die Medienberichterstattung über den Fall Franklin intensivierte sich 1989 und 1990: Lokale Nachrichtenagenturen machten Schlagzeilen mit den explosiven Anschuldigungen, und im April 1990 nannte die Washington Post die Affäre als Omaha's Hurricane of Scandal.
Die Untersuchung des Franklin-Ausschusses nahm im Juli 1990 eine tragische Wendung, als der leitende Ermittler Gary Caradori und sein 8-jähriger Sohn bei einem Absturz eines Kleinflugzeugs ums Leben kamen. Caradoris Flugzeug brach auf mysteriöse Weise mitten in der Luft über Illinois auseinander, als er von einer Reise zurückkehrte, um Beweise zu sammeln (er hatte Berichten zufolge Fotos erhalten, die King belasten haben sollen). Der Absturz erregte Verdacht – Caradoris Aktentasche, die angeblich neue Beweise enthielt, verschwand von der Absturzstelle – und nährte Theorien, dass er ermordet worden war, um die Ermittlungen zu unterdrücken. Laut John De Camp waren der Tod Caradoris und seines Sohnes zwei von insgesamt 13 verdächtigen Todesfällen im Zusammenhang mit dem Fall. Caradoris Tod in Verbindung mit anonymen Drohungen gegen Zeugen veranlasste 1990 mehrere wichtige Zeugen, ihre Aussagen zu widerrufen. Sowohl das FBI als auch die Behörden von Nebraska sahen die Anschuldigungen als möglicherweise erfunden an und warnten die Zeugen, dass Falschaussagen zu einer Anklage wegen Meineids führen könnten.

### Prozess
Mitte 1990, nach monatelanger Anhörung von Zeugenaussagen, kam eine Grand Jury des Staates Nebraska (in Douglas County) im Juli 1990 zu dem Schluss, dass die weit verbreiteten Geschichten über einen Kindersex-Ring unbegründet waren. In einem scharf formulierten Bericht erklärten die Geschworenen die Affäre zu einem „sorgfältig eingefädelten Schwindel“. Ein Bundesgericht kam zu demselben Schluss – im September 1990 befand es die Missbrauchsvorwürfe ebenfalls für unbegründet und war sich einig, dass es keinen organisierten Kinderprostitutionsring in Omaha gegeben habe. Die Geschworenen gaben nicht an, wer ihrer Meinung nach hinter den falschen Geschichten steckte, aber sie unternahmen den bemerkenswerten Schritt, zwei der Ankläger wegen Meineids anzuklagen. Eine der Angeklagten war Alisha Owen, ein 21-jähriges ehemaliges Pflegekind, das zu den Hauptanklägern gehörte, die behaupteten, King habe sie sexuell missbraucht. Die andere Anklage blieb unter Verschluss, wurde aber Berichten zufolge gegen Paul Bonacci erhoben, einen jungen Mann, der ebenfalls Vorwürfe erhoben und seine Aussage nicht zurückgezogen hatte. Owen wurde schließlich 1991 wegen Meineids zu einer Haftstrafe von 9 bis 15 Jahren verurteilt. Ihre Strafe war für einen Meineidfall bemerkenswert hart und spiegelte die Ansicht des Gerichts wider, dass die Franklin-Anschuldigungen dem Ruf des Beschuldigten enormen Schaden zugefügt hatten. Owen verbüßte über vier Jahre im Gefängnis, bevor sie Mitte der 1990er Jahre auf Bewährung entlassen wurde. Paul Bonacci, der andere Hauptankläger, wurde angeklagt, aber nie wegen Meineids verurteilt; die Staatsanwaltschaft stellte das Verfahren ein, möglicherweise im Austausch für seine Aussage.

### Verschwörungstheorien
1992 veröffentlichte der ehemalige Senator der Nebraska Legislature, John DeCamp, ein Buch mit dem Titel The Franklin Cover-Up („Die Franklin-Vertuschung“), in dem er die offiziellen Ermittlungen scharf kritisierte und behauptete, dass politischer Druck die Wahrheit über Kings Aktivitäten verschleiert habe. DeCamps Buch (und spätere Werke anderer Autoren) behaupteten, dass Kings Verbrechen weit über finanziellen Betrug hinausgingen, und stellten ihn als Dreh- und Angelpunkt eines landesweiten Kinderhandelsnetzes dar, das Verbindungen zu Machtzentren in Washington hatte. De Camp brachte den Franklin-Skandal auch mit Craig J. Spence in Verbindung, der einen homosexuellen Ring zur Erpressung hochrangiger Persönlichkeiten in Washington D.C. betrieben und nach seiner Enttarnung Selbstmord in einem Hotelzimmer begangen hatte. Diese Behauptungen – die Details über satanischen rituellen Missbrauch und sogar Mord enthielten – wurden nie von einem Gericht oder einer Strafverfolgungsbehörde bestätigt, aber sie hielten die Verschwörungstheorien über den Fall Franklin in einigen Kreisen am Leben. Eine 1993 produzierte britische Fernsehdokumentation namens Conspiracy of Silence, die die Franklin-Behauptungen untersuchte, wurde nie ausgestrahlt und die Aufnahmen auf politischen Druck zerstört, auch wenn Aufzeichnungen später im Internet landeten, was Verschwörungsbefürworter als weiteren Beweis für die Unterdrückung der Wahrheit interpretierten. In dem Film behaupteten mehrere Zeugen vom FBI unter Druck gesetzt worden zu sein und auch andere interviewte Personen erhoben Vorwürfe einer Vertuschung. In der Mainstream-Presse wurde der Fall nach dem Urteil dagegen als Beispiel für die „satanische Panik“ der späten 1980er Jahre angeführt – eine Zeit, in der in mehreren Gemeinden sensationelle Behauptungen über rituellen Missbrauch und Sexhandel aufkamen, die sich dann aber nicht bestätigten.

## Späteres Leben
King verbüßte etwa 10 Jahre seiner 15-jährigen Haftstrafe im Bundesgefängnis (gemäß den damaligen Bewährungsrichtlinien) und wurde Anfang der 2000er Jahre entlassen. Nach seiner Entlassung hielt sich King sehr bedeckt und mied jegliche Öffentlichkeit. Er gab keine Interviews zu den Franklin-Angelegenheiten und versuchte auch nicht, in das politische oder öffentliche Leben zurückzukehren. Im Jahr 1999, als King noch inhaftiert war, reichte Paul Bonacci (einer seiner Ankläger) vor einem Bundesgericht eine Zivilklage gegen ihn ein, in der er Schadensersatz wegen angeblichen sexuellen Missbrauchs forderte. King reagierte weder auf die Klage noch erschien er vor Gericht, und der Richter sprach Bonacci 1999 ein Versäumnisurteil in Höhe von 1 Million Dollar zu, das jedoch nie bezahlt wurde. Sein Anwalt John DeCamp pries das Ergebnis als Bestätigung der Missbrauchsvorwürfe an, obwohl es sich um ein Versäumnisurteil handelte, das nicht vor Gericht geprüft wurde. In einem CNN-Bericht aus dem Jahr 2023 über die andauernden Unklarheiten des Franklin-Skandals wurde festgestellt, dass King es ablehnte, auf an ihn gerichtete Anfragen zu antworten.